# Roberto Lagarmilla
Roberto Lagarmilla (Montevideo, 25 de mayo de 1913-13 de marzo de 1992) fue un compositor y crítico musical uruguayo.

## Biografía
Durante su adolescencia tomó cursos con Benone Calcavecchia y tuvo la oportunidad de conocer a reconocidos músicos como Óscar Falleri, Lamberto Baldi Luis Cluzeau Mortet y Eduardo Fabini. a quienes reconoció como influencias en su vida. En particular, su larga amistad con Fabini, le permitió ser uno de los principales biógrafos y estudiosos de su obra.

Como compositor no tuvo un amplio repertorio pero sí destacado en un ciclo de Compositores Uruguayos Destacados del Ministerio de Educación y Cultura de Uruguay. 
Su actividad como crítico musical lo llevó a publicar cientos de artículos de música donde también destacaba la agudeza de sus notas. Escribió en los diarios La Mañana desde 1940, El Plata durante 1944 y El Día desde 1953 hasta pocos años antes de su muerte.
Personalidad polifacética, desarrolló sus actividades a través de diversas áreas. Paralelamente al ámbito musical, en  el que desplegó una intensa labor, tuvo también una no menos destacada actuación en el campo científico.
Fundador del Departamento de Espectrografía en el laboratorio de las Usinas Eléctricas del Estado, es iniciador en el Servicio Meteorológico, de los estudios y primeros registros realizados en el país de Radiación Solar, trabajos publicados en la Revista Meteorológica del Uruguay y en el Manual de Meteorología para Observadores.

## Obras
Además de sus artículos en los diarios se conocen obras musicales inéditas como Variaciones tangueadas para ser ejecuta en orquesta y Queguay, un ballet escrito en 1935.
Más conocidas son sus obras para piano, como la serie “Traspoemas” (1935-1938) y “Nocturnos rústicos” (1943) que fuera estrenada en 1952. Pero lo que más abunda en su creación son obras vocales, algunas de ellas, como “Canto a la primavera” y “Pétalo del alba”, estrenadas por los coros de Kurt Pahlen en Montevideo en el año 1960.

Lagarmilla compuso también numerosos tangos, siendo los más conocidos “Sos una fiera”, dedicado a Hugo Balzo en ocasión de que éste ganara en París un concurso internacional de piano en el año 1936, y “Tango Nº 12”, instrumental, sin letra, dedicado al compositor Jaurés Lamarque Pons, y que fuera estrenado por él mismo en el año 1981 en Radio Sarandí. Este último tango ha sido varias veces ejecutado en conciertos de la pianista uruguaya Polly Ferman, quien también lo ha incluido en uno de sus CDs.
- Músicos Uruguayos (1970)
- Eduardo Fabini (1971)

## Comentarios sobre su obra
Desde muy temprano Roberto Lagarmilla vivió una doble vocación que abarcaba la ciencia y la música, lo que determinó a lo largo de su vida el ejercicio de ambas. En el campo científico se le debe la creación del Departamento de Espectrografía del laboratorio de las Usinas y Transmisiones Eléctricas del Estado, así como el inicio de un registro permanente de la radiación solar, en el Servicio Meteorológico del Uruguay, en el que se desempeñó varias décadas como meteorólogo. Estas actividades, sumadas a su labor de periodista en donde abarcaba tanto temas de música como de meteorología y astronomía hicieron que su producción musical, no muy vasta y de escasa difusión, consista mayormente en manuscritos inéditos, algunos conocidos por su ejecución en recitales o por grabaciones transmitidas por emisoras del SODRE.

Roberto Lagarmilla tampoco se sintió atraído por grandes estructuras como la sinfonía, la cantata, o el poema sinfónico. Buena parte de su producción musical, que destaca por su originalidad, muestra un creador esencialmente americanista, aún sin recurrir a motivos folklóricos. Al respecto el propio Lagarmilla expresa: “Cuando me hice el planteo me di cuenta de que no consistía solamente en el empleo de material folklórico,  ni siquiera de la temática campesina. Me propuse aquella frase difícil y audaz: de espaldas al folklore hacer música que tenga acento nacional”

## Distinciones
Por su libro “Eduardo Fabini. Músico nacional uruguayo” publicado por Editorial Medina en el año 1953 obtuvo el Premio del Ministerio de Instrucción Pública. En el acto de su celebración que tuvo lugar en la confitería “El Telégrafo” de Montevideo el 24 de abril de 1954, el profesor Hugo Balzo se refirió al mismo diciendo: “Tengo un verdadero y hondo placer en ofrecer a Roberto Lagarmilla este homenaje que hoy le brindamos, homenaje que quiere señalar nuestro aplauso por la aparición de su hermoso libro sobre Eduardo Fabini, que contiene la elevada expresión de un musicólogo, de un admirador, y sobre todo de un amigo del Maestro, y que además adquiere especial importancia por tratarse del primer libro dedicado a un músico uruguayo”

En Montevideo, en el Instituto Italiano de Cultura, el 6 de julio de 1992, se realiza un acto en memoria de Roberto Eugenio Lagarmilla Baroffio, fallecido pocos meses antes, En el mismo participaron los cantantes Claudia y Ernesto Recayte, quienes acompañados al piano por el Maestro Eduardo Gilardoni, interpretaron varias de sus obras.